# LR Ahlen 2002-2003
Questa voce raccoglie le informazioni riguardanti il LR Ahlen nelle competizioni ufficiali della stagione 2002-2003.

## Stagione
Nella stagione 2002-2003 il LR Ahlen, allenato da Uwe Rapolder, Uwe Fuchs e Werner Lorant, concluse il campionato di 2. Bundesliga al 12º posto. In Coppa di Germania il LR Ahlen fu eliminato agli ottavi di finale dal Werder Brema.

## Rosa
| N. |                                | Ruolo | Calciatore        |
| -- | ------------------------------ | ----- | ----------------- |
| 1  | Germania (bandiera)            | P     | Bernd Meier       |
| 2  | Senegal (bandiera)             | D     | Lamine Cissé      |
| 3  | Germania (bandiera)            | D     | Stefan Fengler    |
| 4  | Serbia e Montenegro (bandiera) | D     | Petar Vasiljević  |
| 5  | Germania (bandiera)            | D     | Michael Zepek     |
| 6  | Brasile (bandiera)             | C     | Chiquinho         |
| 7  | Rep. del Congo (bandiera)      | C     | Musemestre Bamba  |
| 8  | Germania (bandiera)            | C     | Reinhold Daschner |
| 9  | Germania (bandiera)            | A     | Marcel Rath       |
| 10 | Sudafrica (bandiera)           | C     | Marc Arnold       |
| 11 | Germania (bandiera)            | A     | Marcus Feinbier   |
| 12 | Germania (bandiera)            | C     | Sebastian Bönig   |
| 15 | Brasile (bandiera)             | D     | Gledson           |
| 16 | Polonia (bandiera)             | A     | Krystian Prymula  |

| N. |                                | Ruolo | Calciatore            |
| -- | ------------------------------ | ----- | --------------------- |
| 17 | Germania (bandiera)            | C     | Patrick Ghigani       |
| 18 | Serbia e Montenegro (bandiera) | D     | Petar Đenić           |
| 19 | Camerun (bandiera)             | A     | Cyrille Bella         |
| 20 | Germania (bandiera)            | C     | Christian Mikolajczak |
| 21 | Germania (bandiera)            | C     | Patrick Dama          |
| 22 | Germania (bandiera)            | C     | Tim Gorschlüter       |
| 23 | Svizzera (bandiera)            | P     | Andreas Kronenberg    |
| 23 | Serbia e Montenegro (bandiera) | C     | Slaven Stanic         |
| 26 | Turchia (bandiera)             | A     | Ferhat Cerci          |
| 27 | Croazia (bandiera)             | C     | Željko Sopić          |
| 31 | Serbia e Montenegro (bandiera) | C     | Darko Anić            |
| 32 | Camerun (bandiera)             | A     | Samuel Ipoua          |
| 33 | Rep. Ceca (bandiera)           | D     | Jan Velkoborský       |
| 35 | Germania (bandiera)            | C     | Ovid Hajou            |

## Organigramma societario
Area tecnica
- Allenatore: Stefan Kuntz
- Allenatore in seconda: Engin Fırat, Frank Lelle
- Preparatore dei portieri:
- Preparatori atletici: Günter Jonczyk

## Calciomercato

### Sessione estiva
| Acquisti | Acquisti              | Acquisti            | Acquisti |
| R.       | Nome                  | da                  | Modalità |
| -------- | --------------------- | ------------------- | -------- |
| C        | Sebastian Bönig       | Bayern Monaco II    |          |
| C        | Chiquinho             | RW Oberhausen       |          |
| D        | Lamine Cissé          | Waldhof Mannheim    |          |
| D        | Petar Đenić           | Stella Rossa        |          |
| D        | Everaldo              | Greuther Fürth      |          |
| C        | Patrick Ghigani       | Club Africain       |          |
| D        | Gledson               | Fortuna Colonia     |          |
| C        | Ovid Hajou            | Preußen Münster     |          |
| P        | Bernd Meier           | Borussia M'gladbach |          |
| C        | Christian Mikolajczak | Hannover 96         |          |
| A        | Krystian Prymula      | Chemnitz            |          |
| A        | Marcel Rath           | St. Pauli           |          |
| D        | Michael Zepek         | Bayer Leverkusen    |          |

| Cessioni | Cessioni           | Cessioni           | Cessioni |
| R.       | Nome               | da                 | Modalità |
| -------- | ------------------ | ------------------ | -------- |
| D        | Stefan Dolzer      | Wehen Wiesbaden    |          |
| A        | Angelo Donato      | Elversberg         |          |
| C        | Moussa Kabore      | Bocholt            |          |
| A        | Antun Labak        | Eintracht Treviri  |          |
| P        | Dirk Langerbein    | Duisburg           |          |
| A        | Maikel Renfurm     | Herfølge           |          |
| C        | Michael Rösele     | Fortuna Düsseldorf |          |
| D        | Dirk Schuster      | SV Wilhelmshaven   |          |
| P        | Marco Sejna        | Rot-Weiss Essen    |          |
| C        | Stefan Simon       | Wehen Wiesbaden    |          |
| D        | Rudi Vata          | Tirana             |          |
| C        | Marcus Wedau       | Rot-Weiss Essen    |          |
| D        | Andreas Zimmermann | Rot-Weiss Essen    |          |

### Sessione invernale
| Acquisti | Acquisti        | Acquisti     | Acquisti |
| R.       | Nome            | da           | Modalità |
| -------- | --------------- | ------------ | -------- |
| D        | Jan Velkoborský | Chmel Blšany |          |
| C        | Darko Anić      | Gent         |          |

| Cessioni | Cessioni | Cessioni     | Cessioni |
| R.       | Nome     | da           | Modalità |
| -------- | -------- | ------------ | -------- |
| D        | Everaldo | Sport Recife |          |

## Risultati

### 2. Bundesliga

#### Girone di andata
| Arbitro: | Kemmling |

|                    |           |  |
| Rath 84’ Bella 89’ | Marcatori |  |

| Arbitro: | Fröhlich |

|                        |           |                                           |
| Patschinski 31’ (rig.) | Marcatori | 52’ Bönig 57’ Cissé 75’ Fengler 89’ Bamba |

| Arbitro: | Schalk |

|                  |           |                                                   |
| Bamba 56’ (rig.) | Marcatori | 20’ (rig.) K'obiashvili 48’ Bajramović 90’ Gerber |

| Arbitro: | Gräfe |

|             |           |              |
| Surmann 24’ | Marcatori | 70’ Daschner |

| Ahlen 13 settembre 2002, ore 19:00 CEST 5ª giornata | LR Ahlen | 0 – 0 referto | Colonia | Wersestadion (11 000 spett.)\| Arbitro: \| Raquet \| |
| Arbitro:                                            | Raquet   |               |         |                                                      |

| Arbitro: | Rafati |

|                                      |           |              |
| Lützler 53’ Schmidt 55’ Frühbeis 62’ | Marcatori | 10’ Feinbier |

| Arbitro: | Frank |

|                     |           |                          |
| Bella 60’ Bamba 73’ | Marcatori | 26’ Çetin 83’ Rothenbach |

| Arbitro: | Koop |

|                       |           |                 |
| Zeyer 22’ Wolters 51’ | Marcatori | 14’ Mikolajczak |

| Arbitro: | Meyer |

|                   |           |                       |
| Arnold 71’ (rig.) | Marcatori | 77’ Bediako 86’ Grlić |

| Arbitro: | Gagelmann |

|                                                        |           |           |
| Tsoumou-Madza 12’ Guié-Mien 15’ Montero 25’ Branco 42’ | Marcatori | 29’ Bamba |

| Arbitro: | Walz |

|                             |           |              |
| Benschneider 51’ Braham 90’ | Marcatori | 65’ Feinbier |

| Arbitro: | Marks |

|           |           |  |
| Sopić 40’ | Marcatori |  |

| Arbitro: | Fleischer |

|           |           |  |
| Choji 29’ | Marcatori |  |

| Arbitro: | Anklam |

|                 |           |             |
| Gorschlüter 28’ | Marcatori | 61’ Vidolov |

| Arbitro: | Weiner |

|          |           |  |
| Auer 83’ | Marcatori |  |

| Arbitro: | Voss |

|           |           |                                           |
| Bella 90’ | Marcatori | 5’, 88’ Plassnegger 29’ Camus 30’ Fickert |

| Arbitro: | Brych |

|                            |           |           |
| Radulović 22’ Beliakov 75’ | Marcatori | 30’ Bella |

#### Girone di ritorno
| Arbitro: | Aust |

|             |           |                        |
| Frommer 18’ | Marcatori | 22’ Cissé 45’ Feinbier |

| Arbitro: | Kammerer |

|                                 |           |                             |
| Feinbier 19’ Anić 29’ Sopić 89’ | Marcatori | 37’ Patschinski 54’ N'Diaye |

| Arbitro: | Lange |

|                                                           |           |  |
| Bajramović 41’, 46’ Coulibaly 67’ K'obiashvili 84’ (rig.) | Marcatori |  |

| Arbitro: | Keßler |

|                         |           |  |
| Rath 17’, 68’ Bella 18’ | Marcatori |  |

| Arbitro: | Fröhlich |

|                                |           |          |
| Springer 3’ Lottner 90’ (rig.) | Marcatori | 29’ Rath |

| Arbitro: | Margenberg |

|                        |           |                                                    |
| Feinbier 22’ Bella 50’ | Marcatori | 19’ Bonimeier 45’, 90’ Younga-Mouhani 49’ Mokhtari |

| Arbitro: | Marks |

|                   |           |                                             |
| Labbadia 20’, 45’ | Marcatori | 2’, 88’ (rig.) Bamba 81’ Bella 90’ Feinbier |

| Ahlen 14 marzo 2003, ore 19:00 CET 25ª giornata | LR Ahlen | 0 – 0 referto | Duisburg | Wersestadion (4 790 spett.)\| Arbitro: \| Rafati \| |
| Arbitro:                                        | Rafati   |               |          |                                                     |

| Arbitro: | Fleischer |

|                                       |           |  |
| Klitzpera 6’ Mbwando 20’ Ivanović 55’ | Marcatori |  |

| Arbitro: | Frank |

|                 |           |             |
| Mikolajczak 54’ | Marcatori | 78’ Beierle |

| Arbitro: | Trautmann |

|                       |           |                  |
| Anić 47’ Feinbier 77’ | Marcatori | 90’ Benschneider |

| Arbitro: | Koop |

|                                                |           |          |
| Plaßhenrich 27’, 62’ Scharping 75’ Kruppke 87’ | Marcatori | 5’ Ipoua |

| Arbitro: | Gagelmann |

|           |           |                    |
| Bamba 66’ | Marcatori | 18’, 42’ Hutwelker |

| Arbitro: | Schalk |

|              |           |           |
| Baumgart 42’ | Marcatori | 90’ Bella |

| Arbitro: | Perl |

|                                          |           |                                |
| Rath 6’ Anić 11’ Zepek 90’ Chiquinho 90’ | Marcatori | 33’ Weiland 49’ Bódog 53’ Auer |

| Arbitro: | Sippel |

|  |           |                     |
|  | Marcatori | 33’ Bella 52’ Bamba |

| Arbitro: | Wack |

|                |           |               |
| Bella 39’, 83’ | Marcatori | 29’ Radulović |

### Coppa di Germania
| Arbitro: | Walz |

|         |           |                                 |
| Zani 7’ | Marcatori | 54’ (aut.) Schmidt 78’ Feinbier |

| Arbitro: | Pickel |

|                                 |           |             |
| Feinbier 34’, 69’ Chiquinho 74’ | Marcatori | 76’ Malchow |

| Arbitro: | Albrecht |

|            |           |                            |
| Arnold 74’ | Marcatori | 16’ Charisteas 89’ Klasnić |

## Statistiche

### Statistiche di squadra
| Competizione      | Punti | In casa | In casa | In casa | In casa | In casa | In casa | In trasferta | In trasferta | In trasferta | In trasferta | In trasferta | In trasferta | Totale | Totale | Totale | Totale | Totale | Totale | DR  |
| Competizione      | Punti | G       | V       | N       | P       | Gf      | Gs      | G            | V            | N            | P            | Gf           | Gs           | G      | V      | N      | P      | Gf     | Gs     | DR  |
| ----------------- | ----- | ------- | ------- | ------- | ------- | ------- | ------- | ------------ | ------------ | ------------ | ------------ | ------------ | ------------ | ------ | ------ | ------ | ------ | ------ | ------ | --- |
| 2. Bundesliga     | 40    | 17      | 7       | 5       | 5       | 27      | 26      | 17           | 4            | 2            | 11           | 21           | 34           | 34     | 11     | 7      | 16     | 48     | 60     | -12 |
| Coppa di Germania | -     | 2       | 1       | 0       | 1       | 4       | 3       | 1            | 1            | 0            | 0            | 2            | 1            | 3      | 2      | 0      | 1      | 6      | 4      | +2  |
| Totale            | 40    | 19      | 8       | 5       | 6       | 31      | 29      | 18           | 5            | 2            | 11           | 23           | 35           | 37     | 13     | 7      | 17     | 54     | 64     | -10 |

### Andamento in campionato
| Giornata  | 1 | 2 | 3 | 4 | 5 | 6  | 7 | 8  | 9  | 10 | 11 | 12 | 13 | 14 | 15 | 16 | 17 | 18 | 19 | 20 | 21 | 22 | 23 | 24 | 25 | 26 | 27 | 28 | 29 | 30 | 31 | 32 | 33 | 34 |
| --------- | - | - | - | - | - | -- | - | -- | -- | -- | -- | -- | -- | -- | -- | -- | -- | -- | -- | -- | -- | -- | -- | -- | -- | -- | -- | -- | -- | -- | -- | -- | -- | -- |
| Luogo     | C | T | C | T | C | T  | C | T  | C  | T  | T  | C  | T  | C  | T  | C  | T  | T  | C  | T  | C  | T  | C  | T  | C  | T  | C  | C  | T  | C  | T  | C  | T  | C  |
| Risultato | V | V | P | N | N | P  | N | P  | P  | P  | P  | V  | P  | N  | P  | P  | P  | V  | V  | P  | V  | P  | P  | V  | N  | P  | N  | V  | P  | P  | N  | V  | V  | V  |
| Posizione | 3 | 2 | 5 | 7 | 8 | 10 | 9 | 12 | 14 | 14 | 15 | 14 | 14 | 14 | 15 | 15 | 16 | 15 | 15 | 15 | 13 | 13 | 13 | 13 | 14 | 14 | 14 | 14 | 14 | 15 | 14 | 14 | 13 | 12 |

Legenda:

Luogo: C = Casa; T = Trasferta. Risultato: V = Vittoria; N = Pareggio; P = Sconfitta.

### Statistiche dei giocatori
| Giocatore      | 2. Bundesliga | 2. Bundesliga | 2. Bundesliga | 2. Bundesliga | Coppa di Germania | Coppa di Germania | Coppa di Germania | Coppa di Germania | Totale   | Totale | Totale      | Totale     |
| Giocatore      | Presenze      | Reti          | Ammonizioni   | Espulsioni    | Presenze          | Reti              | Ammonizioni       | Espulsioni        | Presenze | Reti   | Ammonizioni | Espulsioni |
| -------------- | ------------- | ------------- | ------------- | ------------- | ----------------- | ----------------- | ----------------- | ----------------- | -------- | ------ | ----------- | ---------- |
| D. Anić        | 12            | 3             | 2             | 0             | 0                 | 0                 | 0                 | 0                 | 12       | 3      | 2           | 0          |
| M. Arnold      | 12            | 1             | 2             | 0             | 2                 | 1                 | 0                 | 0                 | 14       | 2      | 2           | 0          |
| M. Bamba       | 30            | 8             | 5             | 0             | 3                 | 0                 | 0                 | 0                 | 33       | 8      | 5           | 0          |
| C. Bella       | 29            | 11            | 1             | 1             | 2                 | 0                 | 0                 | 0                 | 31       | 11     | 1           | 1          |
| S. Bönig       | 32            | 1             | 2             | 0             | 3                 | 0                 | 1                 | 0                 | 35       | 1      | 3           | 0          |
| F. Cerci       | 2             | 0             | 0             | 0             | 0                 | 0                 | 0                 | 0                 | 2        | 0      | 0           | 0          |
| C. Chiquinho   | 22            | 1             | 3             | 1             | 2                 | 1                 | 0                 | 0                 | 24       | 2      | 3           | 1          |
| L. Cissé       | 23            | 2             | 8             | 0             | 1                 | 0                 | 0                 | 0                 | 24       | 2      | 8           | 0          |
| P. Dama        | 11            | 0             | 2             | 0             | 2                 | 0                 | 0                 | 0                 | 13       | 0      | 2           | 0          |
| R. Daschner    | 18            | 1             | 4             | 1             | 3                 | 0                 | 0                 | 0                 | 21       | 1      | 4           | 1          |
| E. Everaldo    | 3             | 0             | 1             | 0             | 1                 | 0                 | 0                 | 0                 | 4        | 0      | 1           | 0          |
| M. Feinbier    | 28            | 7             | 4             | 0             | 3                 | 3                 | 1                 | 0                 | 31       | 10     | 5           | 0          |
| S. Fengler     | 26            | 1             | 2             | 0             | 3                 | 0                 | 0                 | 0                 | 29       | 1      | 2           | 0          |
| P. Ghigani     | 1             | 0             | 0             | 0             | 0                 | 0                 | 0                 | 0                 | 1        | 0      | 0           | 0          |
| G. Gledson     | 0             | 0             | 0             | 0             | 0                 | 0                 | 0                 | 0                 | 0        | 0      | 0           | 0          |
| T. Gorschlüter | 4             | 1             | 0             | 0             | 0                 | 0                 | 0                 | 0                 | 4        | 1      | 0           | 0          |
| O. Hajou       | 1             | 0             | 0             | 0             | 0                 | 0                 | 0                 | 0                 | 1        | 0      | 0           | 0          |
| S. Ipoua       | 8             | 1             | 2             | 1             | 0                 | 0                 | 0                 | 0                 | 8        | 1      | 2           | 1          |
| A. Kronenberg  | 4             | 0             | 0             | 0             | 1                 | 0                 | 0                 | 0                 | 5        | 0      | 0           | 0          |
| B. Meier       | 31            | 0             | 0             | 0             | 2                 | 0                 | 0                 | 0                 | 33       | 0      | 0           | 0          |
| C. Mikolajczak | 30            | 2             | 9             | 0             | 1                 | 0                 | 0                 | 0                 | 31       | 2      | 9           | 0          |
| K. Prymula     | 6             | 0             | 0             | 0             | 0                 | 0                 | 0                 | 0                 | 6        | 0      | 0           | 0          |
| M. Rath        | 26            | 5             | 13            | 0             | 3                 | 0                 | 1                 | 0                 | 29       | 5      | 14          | 0          |
| Ž. Sopić       | 26            | 2             | 4             | 0             | 2                 | 0                 | 1                 | 0                 | 28       | 2      | 5           | 0          |
| S. Stanic      | 15            | 0             | 1             | 0             | 2                 | 0                 | 0                 | 0                 | 17       | 0      | 1           | 0          |
| P. Vasiljević  | 16            | 0             | 3             | 0             | 2                 | 0                 | 1                 | 0                 | 18       | 0      | 4           | 0          |
| J. Velkoborský | 15            | 0             | 4             | 0             | 0                 | 0                 | 0                 | 0                 | 15       | 0      | 4           | 0          |
| M. Zepek       | 19            | 1             | 6             | 0             | 1                 | 0                 | 0                 | 0                 | 20       | 1      | 6           | 0          |
| P. Đenić       | 19            | 0             | 3             | 2             | 2                 | 0                 | 0                 | 0                 | 21       | 0      | 3           | 2          |